# Annaheim (Saskatchewan)
Pour les articles homonymes, voir Annaheim.
Annaheim est un village de Saskatchewan au Canada, situé à environ 125 km à l’est de la ville de Saskatoon. Il abrite notamment le siège de Doepker Industries, un fabricant de semi-remorques et de machines lourdes, qui est également le principal employeur de la communauté.
Annaheim signifie la « maison d'Anne » en allemand. Le village n'est desservi ni par des autoroutes, ni par des chemins de fer nationaux, ni d’élévateurs à grains.

## Lien avec d'autres villes

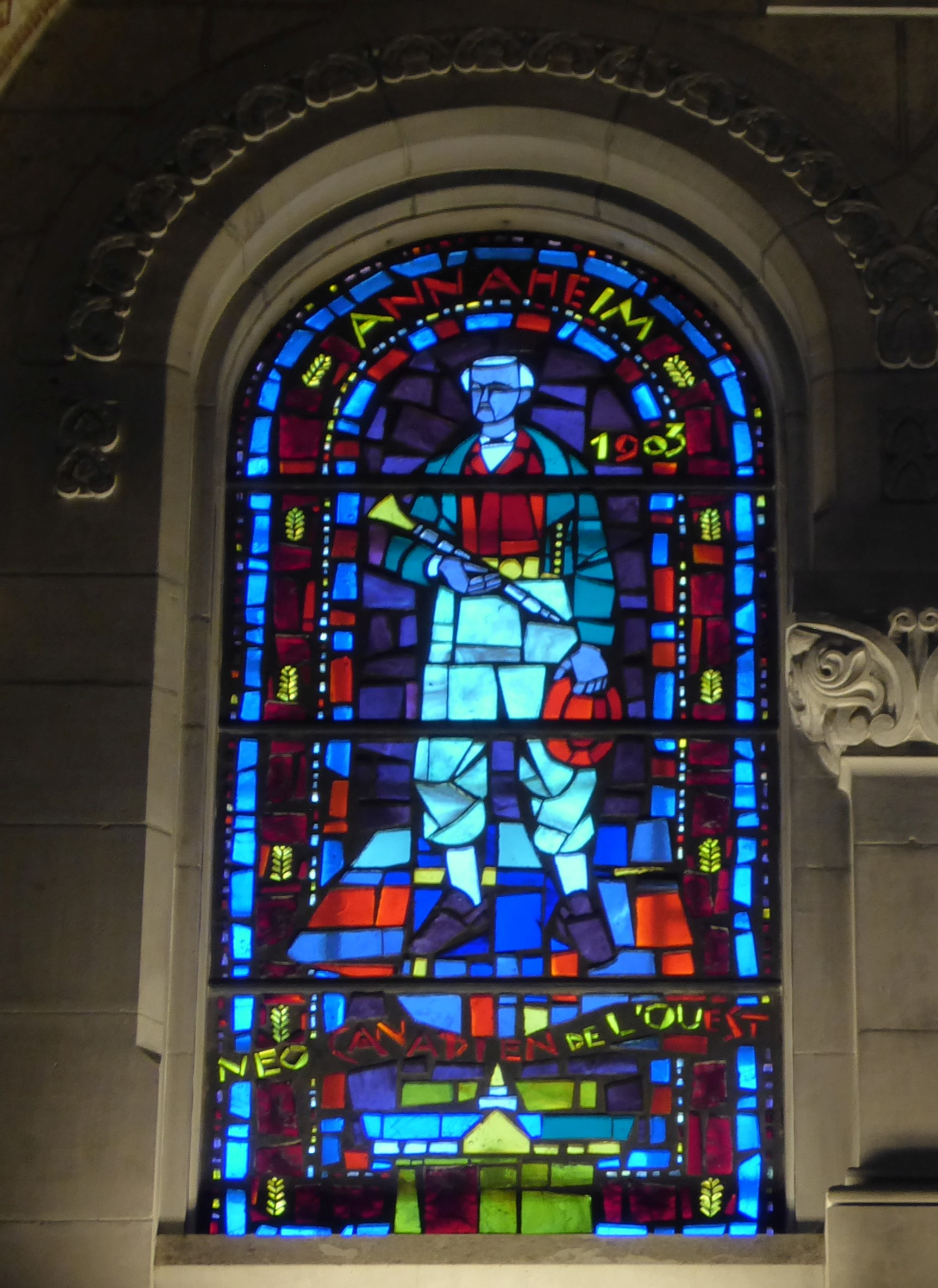
Vitrail de la basilique Saint-Anne-de-Beaupré référant à la paroisse d'Annaheim.

Le village compte également une église catholique romaine (la paroisse Sainte-Anne). Une référence à cette paroisse est retrouvée dans les vitraux à la basilique Sainte-Anne-de-Beaupré, dans la région de la Capitale-Nationale au Québec. Il s'agit d'un personnage habillé en habits du tournant du XXe siècle avec comme description : « Néo-Canadien de l'Ouest ». Le tout est surmonté du nom de la paroisse : « Annaheim 1903».

## Démographie
| 2001 | 2006 | 2011 | 2016 |
| ---- | ---- | ---- | ---- |
| 217  | 218  | 219  | 210  |